# Serviço de Informações de Segurança
Le Serviço de Informações de Segurança ou SIS (en français service d’informations de sécurité) est un service de renseignement portugais fondé en 1984, qui est chargé de la sécurité intérieure et entre autres de la lutte contre le crime organisé, le terrorisme, l’espionnage industriel, la prolifération d'armes de destruction massive ou encore du trafic d'êtres humains. Le SIS est une branche des services de renseignements portugais avec le SIED.